# Fuerte Olimpo
Fuerte Olimpo és una localitat del Paraguai, capital del departament de l'Alt Paraguai. Té actualment una població de 4.998 habitants.
Fuerte Olimpo es va construir sobre tres muntanyes, conegudes com "los Tres Hermanos" (els Tres Germans); entre elles es troba el Fort Borbón, construït el 1792 per protegir la regió de l'avanç dels bandeirantes portuguesos. La catedral Maria Auxiliadora s'ubica entre aquestes tres muntanyes.